# Islote Pequeño Robredo
El islote Pequeño Robredo es un pequeño islote marítimo deshabitado de Argentina, ubicado en el departamento Florentino Ameghino de la provincia del Chubut.

## Ubicación
Se halla en el mar Argentino, al suroeste de bahía Melo en el extremo norte del golfo San Jorge.
El islote Pequeño Robredo forma parte de un pequeño archipiélago ubicado a 14 km al sur de bahía Melo, que también lo integran la isla Tova (del cual se encuentra a 6,75 kilómetro al sudoeste de ésta), la isla Tovita, la isla Sur, la isla Este, la isla Gaviota, los islotes Goëland y Gran Robredo, así como otros islotes y rocas menores.

## Descripción
Se trata de un islote rocoso que presenta restingas costeras. Sus medidas máximas son 210 m de longitud y 150 m de ancho. Presenta una forma oval con el eje mayor en sentido este-oeste. 
En este islote existían guaneras que fueron explotadas comercialmente hasta principios de la década de 1990.
En 2008 se creó el Parque Interjurisdiccional Marino Costero Patagonia Austral, el cual incluye al islote Pequeño Robredo.